# Cơm nguội nam
Cơm nguội nam hay còn gọi là sếu đông (tên khoa học: Celtis orientalis L.) là một loài thực vật thuộc chi Cơm nguội, họ Gai dầu (Cannabaceae).

## Mô tả
Cây rụng lá vào mùa khô, cao khoảng 15-30m, vỏ màu xám đen, hơi xù xì. Cành non có lông, có nhiều lỗ bì tròn. Tán lá rộng. Lá đơn, mọc cách, dài 3–8 cm, rộng 2–5 cm, hình trứng hoặc hình trứng dẹt, mép lá có răng ca ở nửa trên, gốc lệch, mặt dưới nách lá có các gân bên có lông màu hung vàng, có 3 gân gốc. Cuống lá dài 0,6–1 cm. Cây tạp tính. Cụm hoa mọc ở nách lá, có 1-5 hoa. Cánh đài 4, hình trái xoan tù, có lông ở mép. Nhị ngắn, nhị 4 dài hơn hoa. Bầu có lông. Vòi 2 hơi cong, một ô, 1 noãn. Quả hình cầu, đường kính 4-5mm, màu đen.

## Phân bố
Lào, Trung Quốc, Việt Nam: cây mọc ở các khu rừng thuộc miền Đông Nam Bộ.